# In Your Eyes (Robin-Schulz-Lied)
In Your Eyes (englisch für „In deinen Augen“) ist ein Lied des deutschen DJs Robin Schulz, in Kooperation mit der norwegischen Singer-Songwriterin Alida. Das Stück ist die vierte Singleauskopplung aus Schulz’ vierten Studioalbum IIII.

## Entstehung und Artwork
In Your Eyes wurde gemeinsam von Alida Garpestad Peck, Daniel Deimann, dem Produzententeam Junkx (bestehend aus: Dennis Bierbrodt, Stefan Dabruck, Jürgen Dohr und Guido Kramer), Erik Smaaland, Gaute Ormåsen, Robin Schulz sowie Kristoffer Tømmerbakke geschrieben. Die Produktion erfolgte durch die Zusammenarbeit von Junkx und Schulz, wobei die Gesangsproduktion durch das US-amerikanischen Produzententeam The Monsters & Strangerz (bestehend aus: Jordan Johnson, Stefan Johnson und Marcus Lomax) erfolgte. Für die Instrumentierung in Form von Keyboards sowie die Programmierung erhielten Junkx und Schulz durch Deimann Unterstützung. Darüber hinaus zeichnete das Produzententrio um Junkx für die Abmischung des Stücks verantwortlich.
Auf dem Frontcover der Single sind – neben Künstlernamen und Liedtitel – die Oberkörper von Alida und Schulz zu sehen. Diese sind mittig, vor einem verrauchten Hintergrund, platziert. Direkt unter den beiden sieht man ein explodierendes Auto, darunter wiederum eine Kampfmaschine.

## Veröffentlichung und Promotion
Die Erstveröffentlichung von In Your Eyes erfolgte als Download und Streaming am 10. Januar 2020. Die Veröffentlichung erfolgte als Einzeltrack durch die Musiklabels Atlantic Records und Warner Music. Verlegt wurde das Lied durch Honua Music, Junkx Edition sowie Rosz Music Edition. Am Tag der Veröffentlichung erschien zugleich eine Remixversion des niederländischen DJs Nicky Romero als Einzeltrack. Am 14. Februar 2020 folgte ein Remixversion des österreichischen DJs LUM!X als Einzeltrack. Zwei Wochen später ein weiterer Remix vom norwegischen DJ-Duo Kream, ebenfalls als Einzeltrack, am 28. Februar 2020. Am 15. Mai 2020 erschien schließlich noch ein vierter Remix von der britischen Elektropopband Clean Bandit, wie seine Vorgänger erschien dieser auch als Einzeltrack. Am 26. Februar 2021 erschien In Your Eyes letztlich als Teil von Schulz’ vierten Studioalbum IIII.
Schulz bewarb In Your Eyes erstmals eine Woche vor der Veröffentlichung mit den Worten „New single & video on their way …“ (englisch für „Neue Single & Video auf dem Weg …“) auf Instagram am 3. Januar 2020. Am 1. Februar 2020 erfolgte eine Liveauftritt zur Hauptsendezeit in der ProSieben-Show Schlag den Star. Der Auftritt erfolgte allerdings nicht mit Alida, sondern mit der schwedischen Sängerin Kiddo.

## Inhalt
Der Liedtext zu In Your Eyes ist in englischer Sprache gehalten und bedeutet ins Deutsche übersetzt so viel wie „In deinen Augen“. Die Musik und der Text wurden gemeinsam von Alida Garpestad Peck, Daniel Deimann, Junkx, Erik Smaaland, Gaute Ormåsen, Robin Schulz sowie Kristoffer Tømmerbakke geschrieben beziehungsweise komponiert. Musikalisch bewegt sich das Lied im Bereich des Deep House, einer Stilrichtung der elektronischen Tanzmusik. Das Tempo beträgt 120 Schläge pro Minute. Inhaltlich beschäftigt sich das Stück mit dem Weggang eines geliebten Menschen.
Aufgebaut ist das Lied auf zwei Strophen und einem Refrain. Es beginnt mit der ersten Strophe, auf die ein Pre-Chorus sowie schließlich der eigentliche Refrain folgen. Der gleiche Vorgang wiederholt sich mit der zweiten Strophe. Der zweite Refrain wiederholt sich und bildet zugleich mit seiner Wiederholung das Ende des Liedes. Der Hauptgesang des Liedes stammt von der norwegischen Singer-Songwriterin Alida, Schulz wirkt lediglich als DJ an dem Stück mit.
| „’Cause I can hear the thunder from afar. A lightning in the dark. I can feel a fire come alive. So calm before the storm. So dark before the dawn. Oh, I can see the fire in your eyes (Oh). In your eyes (Oh).“ – Refrain, Originalauszug | „Denn ich kann den Donner von weitem hören. Ein Blitz im Dunkeln. Ich kann fühlen, wie ein Feuer entfacht. So ruhig vor dem Sturm. So dunkel vor der Morgendämmerung. Oh, ich kann das Feuer in deinen Augen sehen (Oh). In deinen Augen.“ – Refrain, Übersetzung |

## Musikvideo
Das Musikvideo zu In Your Eyes feierte am 10. Januar 2020 auf YouTube seine Premiere. Das Video stellt die Fortsetzung einer Geschichte dar, die zuvor mit den Musikvideos zu All This Love und Rather Be Alone begann. Wie schon bei Rather Be Alone wurde Schulz im Video von Toni Garrn als Schauspielerin unterstützt. Zu sehen sind Garrn und Schulz, dessen Avatare sich zunächst auf Motorrädern Richtung Stadt machen. In der Stadt angekommen, werden sie von anderen Avataren verfolgt, die sie aber abschütteln können. Kurze Zeit später treffen die beiden auf einen riesigen Kampfroboter, den sie mit Hilfe von Schussgeräten besiegen können. Das Video endet damit, dass die beiden auf eine Pyramide zu laufen, ehe der Schriftzug „To be continued“ (englisch für „Fortsetzung folgt“) erscheint. Die Gesamtlänge des Videos beträgt 3:31 Minuten. Regie führte wie bei den vorangegangenen Teilen erneut Robert Wunsch. Bis heute zählt das Musikvideo über 102 Millionen Aufrufe bei YouTube (Stand: Mai 2022).

## Mitwirkende
| Liedproduktion - Alida Garpestad Peck: Gesang, Komponist, Liedtexter - Stefan Dabruck: Komponist, Liedtexter - Daniel Deimann: Keyboard, Komponist, Liedtexter, Programmierung - Junkx: Abmischung, Keyboard, Komponist, Liedtexter, Musikproduzent, Programmierung - The Monsters & Strangerz: Musikproduzent (Gesang) - Erik Smaaland: Komponist, Liedtexter - Gaute Ormåsen: Komponist, Liedtexter - Robin Schulz: DJ, Keyboard, Komponist, Liedtexter, Musikproduzent, Programmierung - Kristoffer Tommerbakke: Komponist, Liedtexter | Musikvideo - Toni Garrn: Schauspieler - Robert Wunsch: Regisseur Unternehmen - A Current State: Filmproduzent (Musikvideo) - Atlantic Records: Musiklabel - Honua Music: Verlag - Junkx Edition: Verlag - Rosz Music Edition: Verlag - Warner Music: Musiklabel |

## Rezensionen
Manuel Probst von Dance-Charts ist der Meinung, dass Schulz mit dem Titel ein gelungener musikalischer Auftakt im neuen Jahr gelungen sei. Die „Dance-Pop-Nummer“ führe seinen Stil konsequent weiter, ohne dass Schulz auf der Stelle trete. Dabei sei die gefühlvolle Nummer nicht nur extrem eingängig, sondern berühre auch mit seinem emotionalen Liedtext, welcher „traumhaft“ von Alida vertont werde. Im musikalischen „Design“ wirke die eingängige Komposition, wie eine Verschmelzung aus Speechless und All This Love. Während die Gesangspassagen für einen langsamen Aufbau des Arrangements sorgen würden, sorge der „Drop“ mit griffigen Streicherklängen für Stimmung und würde vom „charismatischen“ Begleitgesang von Alida stimmig ergänzt.

## Kommerzieller Erfolg

### Chartplatzierungen
In Your Eyes erreichte in Deutschland Rang fünf der Singlecharts und platzierte sich sieben Wochen in den Top 10 und 37 Wochen in den Top 100. In den deutschen Airplaycharts erreichte die Single Rang zwei und musste sich lediglich Salt von Ava Max geschlagen geben. In den deutschen Dancecharts erreichte In Your Eyes ebenfalls Rang zwei, musste sich hier jedoch Breaking Me von Topic & A7S geschlagen geben. Des Weiteren platzierte sich die Single mehrere Monate in den deutschen iTunes-Tagesauswertungen und erreichte mit Rang zwei seine höchste Chartnotierung am 11. Januar 2020. In Your Eyes musste sich hierbei lediglich Blinding Lights von The Weeknd geschlagen geben. In Österreich erreichte die Single Rang drei und hielt sich zehn Wochen in den Top 10 und 36 Wochen in den Charts. In der Schweizer Hitparade erreichte die Single Rang fünf und platzierte sich 14 Wochen in den Top 10 und 54 Wochen in der Hitparade. In Norwegen erreichte In Your Eyes in 23 Chartwochen mit Rang 17 seine höchste Chartnotierung. In den Vereinigten Staaten verfehle die Single einen Einstieg in die offiziellen Billboard Hot 100, jedoch erreichte In Your Eyes in der Chartliste der Dance/Electronic Songs Rang elf.
2020 belegte In Your Eyes Rang 14 der Single-Jahrescharts in Deutschland sowie Rang zwölf in Österreich und Rang neun in der Schweiz. In den deutschen Airplay-Jahrescharts belegte In Your Eyes Rang fünf.
Für Schulz als Interpret ist dies der 18. Charterfolg in Deutschland sowie der 17. in der Schweiz und der 16. in Österreich. In Deutschland und Österreich erreichte er zum zehnten Mal und in der Schweiz zum achten Mal die Top 10. Als Produzent ist es sein 16. Charterfolg in Deutschland sowie jeweils sein 15. Charterfolg in Österreich und der Schweiz. In seiner Autorentätigkeit ist es der 15. Charterfolg in Deutschland sowie jeweils der 14. in Österreich und der Schweiz. Es ist jeweils sein achter Top-10-Erfolg als Autor und Produzent in Deutschland und Österreich sowie sein sechster in der Schweiz. Alida erreichte hiermit erstmals die Singlecharts aller D-A-CH-Staaten sowie in ihrer Heimat Norwegen.
Die Gruppierung um Junkx erreichte hiermit zum 18. Mal die deutschen Singlecharts als Produzententeam sowie zum 15. Mal die Schweizer Hitparade und zum 13. Mal die Charts in Österreich. In ihrer Produzentenfunktion ist es ihr siebter Top-10-Hit in Deutschland und Österreich sowie der vierte in der Schweiz. Als Autorenkollektiv erreichten sie ebenfalls zum 18. Mal die deutschen Charts sowie zum 14. Mal die Schweizer Hitparade und ebenfalls zum 13. Mal die österreichischen Singlecharts. In ihrer Autorentätigkeit ist es je ihr sechster Top-10-Erfolg in Deutschland und Österreich sowie ihr vierter in der Schweiz. Für Deimann stellt dies nach Fading (Alle Farben & Ilira) und All This Love (Robin Schulz feat. Harlœ) den jeweils dritten Autorenerfolg in den deutschen, österreichischen und Schweizer Singlecharts dar. In allen drei Ländern erreichte er hiermit erstmals die Top 10. Smaaland erreichte nach Alone, Pt. II (Alan Walker & Ava Max) mit In Your Eyes zum jeweils zweiten Mal die Charts in Deutschland und der Schweiz sowie erstmals in Österreich. Es ist sein erster Top-10-Hit in allen drei Ländern. Ormåsen und Tømmerbakke erreichten in ihrer Autorenfunktion erstmals die Singlecharts aller D-A-CH-Staaten.
| ChartsChartplatzierungen | Höchstplatzierung | Wochen |
| ------------------------ | ----------------- | ------ |
| Deutschland (GfK)        | 5 (37 Wo.)        | 37     |
| Norwegen (IFPI)          | 17 (23 Wo.)       | 23     |
| Österreich (Ö3)          | 3 (36 Wo.)        | 36     |
| Schweiz (IFPI)           | 5 (54 Wo.)        | 54     |

| ChartsJahrescharts (2020) | Platzierung |
| ------------------------- | ----------- |
| Deutschland (GfK)         | 14          |
| Österreich (Ö3)           | 12          |
| Schweiz (IFPI)            | 9           |

### Auszeichnungen für Musikverkäufe
Im Juni 2023 wurde In Your Eyes in Deutschland mit einer dreifachen Goldenen Schallplatte für über 600.000 verkaufte Einheiten ausgezeichnet, bereits im Januar 2021 erreichte es Platin- sowie im Jahr zuvor Goldstatus. Es war bis dato die neunte Single von Schulz, die mindestens Platinstatus in Deutschland erlangte. Darüber hinaus erhielt die Single eine dreifache Platin-Schallplatte in Polen, Doppelplatin in Österreich, Platin in Belgien, Kanada und Frankreich sowie Goldene Schallplatten in Dänemark und Italien. Die Single erhielt weltweit fünf Goldene und neun Platin-Schallplatten für über 1,2 Millionen verkaufte Einheiten.

| Land/Region          | Auszeichnungen für Musikverkäufe (Land/Region, Auszeichnung, Verkäufe) | Verkäufe  |
| -------------------- | ---------------------------------------------------------------------- | --------- |
| Australien (ARIA)    | Gold                                                                   | 35.000    |
| Belgien (BRMA)       | Platin                                                                 | 40.000    |
| Dänemark (IFPI)      | Gold                                                                   | 45.000    |
| Deutschland (BVMI)   | 3× Gold                                                                | 600.000   |
| Frankreich (SNEP)    | Platin                                                                 | 200.000   |
| Italien (FIMI)       | Gold                                                                   | 35.000    |
| Kanada (MC)          | Platin                                                                 | 80.000    |
| Österreich (IFPI)    | 2× Platin                                                              | 60.000    |
| Polen (ZPAV)         | 3× Platin                                                              | 150.000   |
| Spanien (Promusicae) | Gold                                                                   | 30.000    |
| Insgesamt            | 5× Gold · 9× Platin ·                                                  | 1.275.000 |

Hauptartikel: Robin Schulz/Auszeichnungen für Musikverkäufe